# Djamila l'Algérienne
Pour plus de détails, voir Fiche technique et Distribution.
Djamila l'Algérienne (جميلة, Djamilah) est un film égyptien historique sur l'une des figures les plus importantes de l'Histoire d'Algérie. Réalisé par Youssef Chahine et écrit par Abd al-Rahman, Ali al-Zarqani et Naguib Mahfouz, il est sorti en 1958. Ce film est non seulement considéré comme la mise en lumière de l'histoire d'une femme révolutionnaire importante, mais aussi comme montrant la lutte du peuple algérien contre l'occupation française.
Il brosse le portrait de Djamila Bouhired.
Djamila l'Algérienne est le premier et le seul récit audiovisuel à se concentrer uniquement sur le rôle des femmes algériennes dans la Guerre d'Algérie. Le film est sorti un an seulement après la torture et l'arrestation de Djamila Bouhired, et il a été interdit par le gouvernement algérien pendant des décennies. Malgré cela, le premier film explicitement politique de Chahine a réussi à galvaniser une large solidarité avec la résistance algérienne de tout le monde arabe, à commencer par l'Égypte. Djamila l'Algérienne fait partie du Top 100 des films de l'histoire du cinéma égyptien.

## Synopsis
Djamila est une jeune femme algérienne vivant avec son frère Hadi et son oncle Mustafa dans le quartier de la Casbah d'Alger sous l'occupation française de l'Algérie. comme elle voit toute l'étendue de l'injustice, de la tyrannie et de la cruauté déchaînée sur ses compatriotes aux mains des soldats français. Bien qu'elle se demande très tôt si les ressources de son pays appartiennent vraiment au peuple algérien, l'esprit nationaliste de Jamila est vraiment éveillé lorsqu'elle voit les forces françaises envahir son université et tenter d'arrêter sa camarade de classe Amina, en raison de son implication dans une organisation de résistance algérienne, avant qu'Amina se suicide en ingérant du poison. Peu de temps après, l'éminent chef de la guérilla algérienne Youssef se réfugie chez elle, suscitant de nouvelles intrigues de la part de Jamila. Ce n'est qu'alors qu'elle se rend compte que son oncle Mustafa fait partie de ce réseau anticolonial de combattants rebelles.
Après avoir insisté pour rejoindre les rangs des guérilleros algériens, son oncle la rattache au Front de libération nationale (FLN) . Une série d'événements illustrent la participation de Jamila à des opérations militantes contre les Français avant qu'elle ne soit finalement blessée et capturée par le colonel français Béjart. La majorité du reste du film se concentre sur la torture physique et psychologique qu'elle endure pour avoir refusé de donner les noms des autres résistants algériens. Finalement, malgré les efforts de son avocat français, Jamila est condamnée à mort après un interrogatoire violent.

## Fiche technique
- Titre : Djamila l'Algérienne
- Titre original : جميلة, Djamilah
- Réalisation : Youssef Chahine
- Pays d'origine :  Égypte
- Format : Noir et blanc - Mono - 35 mm
- Genre : Drame
- Date de sortie : 1958

## Distribution
- Magda al-Sabahi : Djamila Bouhired
- Salah Zulfikar : Azzam
- Ahmed Mazhar : Youssef
- Rushdy Abaza : Bigeard
- Mahmoud El-Meliguy
- Hussein Riad : Habib, kadi